# Eidgenössische Jugendbefragungen, ch-x

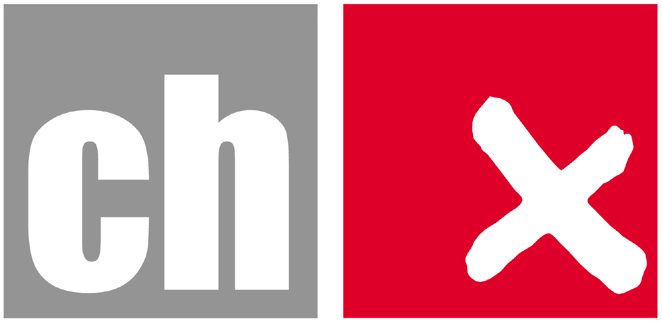
Logo der Eidgenössischen Jugendbefragungen, ch-x

Die Eidgenössischen Jugendbefragungen ch-x sind eine Institution des Eidgenössischen Departementes für Verteidigung, Bevölkerungsschutz und Sport (VBS) zur Befragung der gesellschaftspolitischen Befindlichkeit der Schweizer Jugend.

## Befragungsumfang und Veröffentlichungen
Die ch-x befragen alle wehrpflichtigen Schweizer Männer (ca. 54'400 Personen) sowie rund 2'500 19-jährige Frauen und Männer, seien es nun Schweizer oder in der Schweiz lebende ausländische junge Erwachsene zu einem definierten Thema. Die Ergebnisse der Befragungen werden wissenschaftlich aufgearbeitet und sind im Buchhandel erhältlich. Die Veröffentlichungen beinhalten ein einmaliges Grundlagenwissen über die gesellschaftspolitische Befindlichkeit der Schweizer Jugend. Dieses sogenannte Jugendmonitoring wurde in der Schweiz zum ersten Mal bereits vor mehr als 150 Jahren durchgeführt und gewinnt auch in den europäischen Ländern zunehmend an Bedeutung (z. B. Deutschland: Shell-Jugendstudie). Vergleichbar ist dieses Jugendmonitoring mit einer Pisa-Studie, welche aber gewollt auf nationaler Ebene und zu einem eng definierten Thema beschränkt erfolgt.

## Geschichte
Die Eidgenössischen Jugendbefragungen, ch-x, haben ihren Ursprung in den pädagogischen Rekrutenprüfungen PRP. Diese wurden ab 1854 als Mittel des Bundes (gestützt auf Artikel 27 der bis 1999 geltenden BV) eingerichtet. Sie dienten zur Überwachung der Wirksamkeit der kantonalen Schulsysteme und des Bildungsniveaus junger Erwachsener durch den Bund. Seit den 1970er Jahren dienen sie neben der Bildungsforschung der allgemeinen Jugendforschung insbesondere im staatsbürgerlichen Bereich und im Bereich Gesundheit und Sport. Sie sind weltweit eine einzigartige Einrichtung.

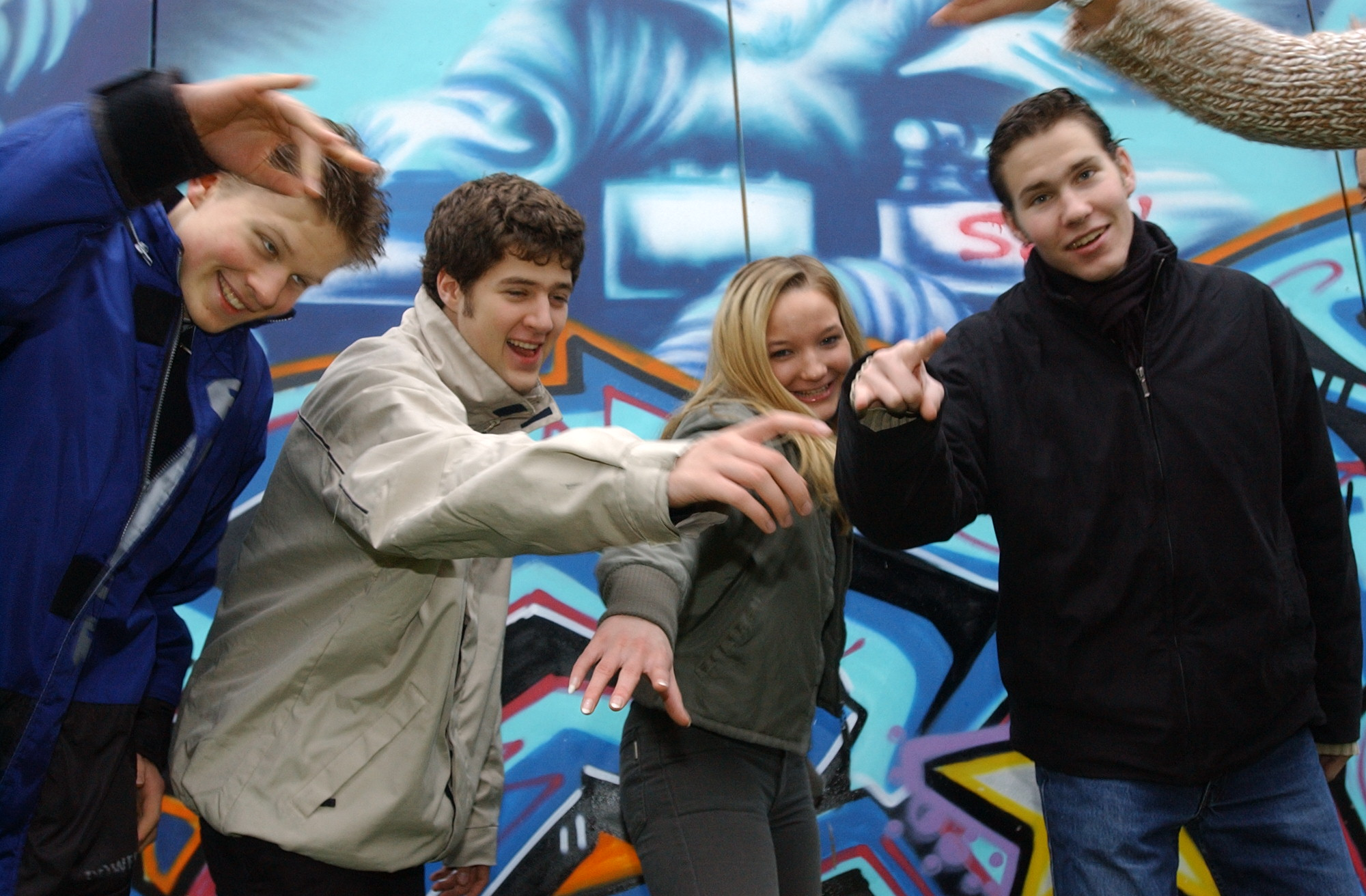
Eidgenössische Jugendbefragungen, ch-x

Die Erhebungen – bis in die 1960er-Jahre als individuelle Prüfungen, danach als themenfokussierte Jugendbefragungen konzipiert – erfolgten früher in den Rekrutenschulen. Sie erfassten somit nur die diensttauglichen Männer, nicht hingegen Dienstuntaugliche und Dienstverweigerer. Seit 2003 finden die Befragungen anlässlich der Aushebung in allen Rekrutierungszentren (RZ) statt. Es kann daher die Gesamtheit der stellungspflichtigen Männer der Schweiz befragt werden. Die Erfassung der Militärdienstpflichtigen, d. h. die grosse Zahl der Befragten, ist die Voraussetzung für eine statistisch glaubwürdige Aufschlüsselung der Befunde nach Sprachregionen, Kantonen und Bezirken in der sprachlich, kulturell und bildungsmässig föderalistischen Schweiz. Darin manifestiert sich die staatspolitische Bedeutung der Erhebungen. Sie gibt zugleich die Begründung für die Anbindung an das Departement für Verteidigung, Bevölkerungsschutz und Sport (VBS).
Zusätzlich zu den Stellungspflichtigen in den RZ werden seit 2000 schweizweit rund 2'400 junge Frauen mit demselben Fragebogen befragt. Dadurch sind die Erhebungen heute repräsentativ für die 19- bzw. 20-jährigen Erwachsenen der Schweiz. Der Übergang zur Jugendrepräsentativität und die Erhebung in den RZ statt in den Rekrutenschulen rechtfertigt zugleich die im Jahr 2004 erfolgte Umbenennung von „Pädagogische Rekrutenprüfungen“ in „ch-x, Eidgenössische Jugendbefragungen“.

## Organisation
Die Verantwortung für die ch-x liegt in den Händen des Departements für Verteidigung, Bevölkerungsschutz und Sport (VBS). Eine vom Vorsteher VBS bestimmte Kommission kontrolliert das Befragungsprogramm und überwacht die laufenden Arbeiten. Sie garantiert die politische Unabhängigkeit bezüglich Erhebungen und Forschung. Rund 200 zumeist dem Lehrberuf nahestehende Personen in der ganzen Schweiz sind gegen eine relativ geringe Entschädigung bereit, die Befragungen durchzuführen. Das Management erfolgt durch eine 7-köpfige Direktion (Direktor, Wissenschaftlicher Leiter und Stv., Redaktor, Adjunkte dreier der vier Sprachregionen). Ein Wissenschaftlicher Beirat (8 namhafte Schweizer Wissenschafter) bietet Gewähr für die methodische und wissenschaftliche Qualität der Studien. Alle Mitarbeiter der ch-x arbeiten nebenamtlich.

## Ziele

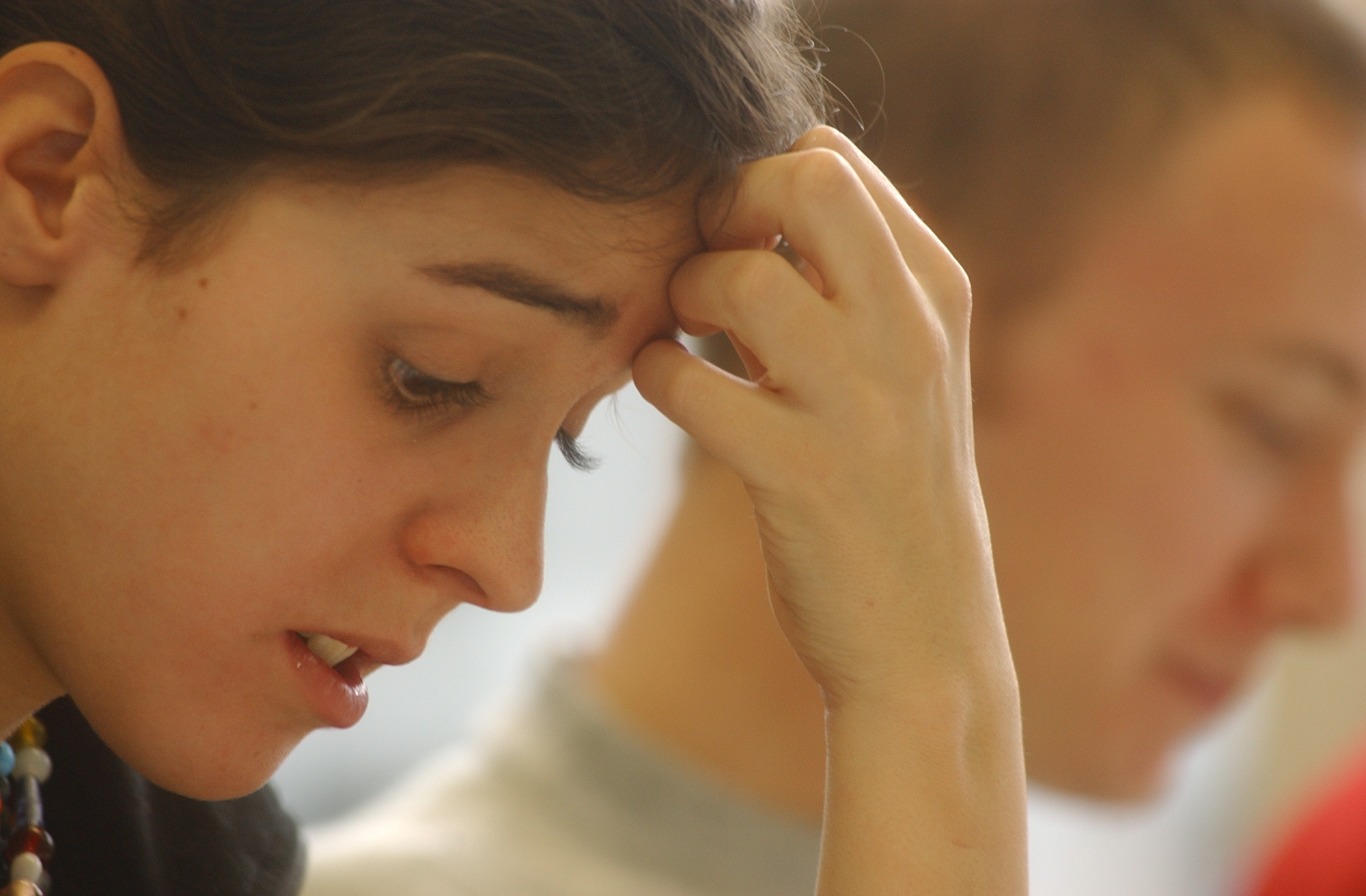
Eidgenössische Jugendbefragungen, ch-x

Von ihrer ursprünglichen Zielsetzung her dienen die ch-x primär der Qualitätssicherung der Bildungseinrichtungen („PISA der Schweiz“!). Hier haben die ch-x ihre grössten Erfolge zu verzeichnen (z. B. Einrichtung von Fortbildungs- und Gewerbeschulen als Folge der Rekrutenprüfungen im 19./20. Jahrhundert.) Seit dem Übergang von individuellen Wissensprüfungen zu anonymen Befragungen in den späten 60er-Jahren werden mittels zyklisch wiederholter Erhebungen gesellschaftspolitisch wichtige Trends in den folgenden Bereichen ermittelt:
1. Bildung, Arbeit und Beruf
2. Gesundheit und Sport
3. Politik und zivile Verantwortung

Die funktionelle Verbreiterung des früheren Militärdepartements EMD zum VBS gab Anlass, die Forschung im Bereich Gesundheit und Sport gezielt auszuweiten.
Projekte zu Erhebungen auf den drei Feldern werden aufgrund von ch-x eigenen Vorgaben alle zwei Jahre öffentlich ausgeschrieben. Der Wissenschaftliche Beirat trifft die Auswahl unter den Bewerbungen, die zumeist von schweizerischen Hochschulinstituten eingehen. Diese übernehmen die Entwicklung des Erhebungskonzeptes und die Datenauswertung in eigener Verantwortung. Die ch-x koordinieren das Erhebungsprojekt, führen die Felderhebungen und die Datenaufnahme durch und fördern die Verbreitung von Erkenntnissen mittels ch-x eigener Publikationsreihen.

## Nutzen
Die Befunde der Erhebungen werden in der Wissenschaftlichen Studienreihe der ch-x (Verlag Rüegger, Chur-Zürich) sowie in zweijährlich erscheinenden Werkstattberichten publiziert. Insbesondere die Werkstattberichte werden gezielt den Bildungsbehörden der Kantone (EDK, Direktionen, Schulen) und den bildungsfördernden Institutionen (Wissenschaft und Forschung) zugestellt.

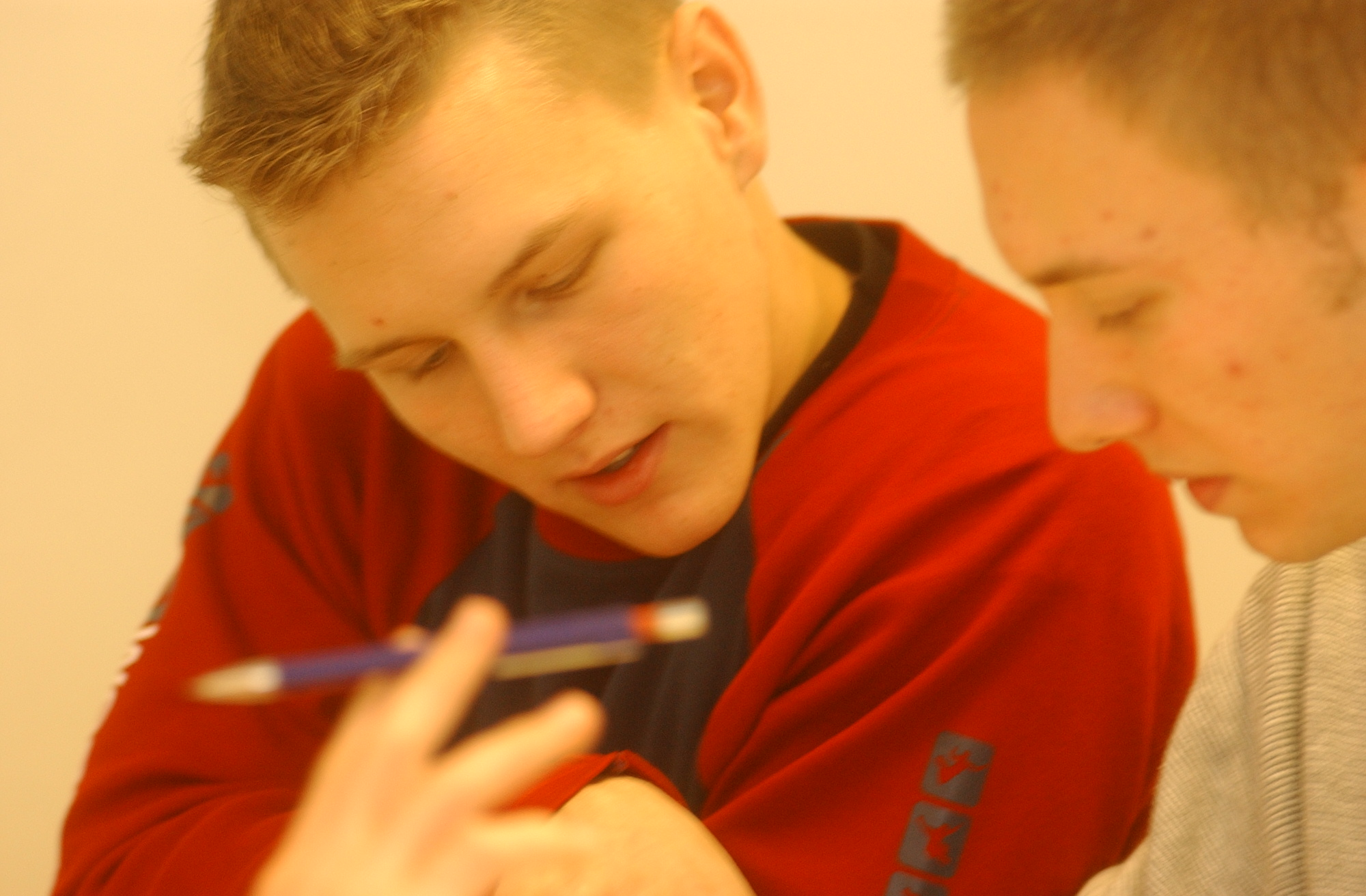
Eidgenössische Jugendbefragungen, ch-x

Nachweislich beeinflussten die Untersuchungen über die politisch-pädagogische Bildung in jüngster Zeit die methodische Modernisierung des Staatskunde- und Wirtschaftskundeunterrichts aller Stufen, blieben die Erhebungen über subjektive Lebensqualität nicht ohne Folgen für die Raumplanung der Schweiz und trugen die Untersuchungen zur Gesundheit junger Erwachsener dazu bei, Kampagnen zur Gesundheitsvorsorge effektiv zu konzipieren. Ohne die breite Datengrundlage, wie sie nur die ch-x mit ihren grossen Zahlen an Befragten möglich machen, wären solche Studien kaum durchführbar.
Mit Projektstart 2010 sollen zukünftig gleiche Fragestellungen zu Bildung, Beruf, Gesundheit, Sport sowie zum staatsbürgerlichen Engagement in zyklischen Abständen mit dem gleichen Fragebogen wiederholt werden (Gemeinschaftsprojekt der Universitäten Genf, Bern, Basel und der PH Zug). Dadurch sollen Trends und Entwicklungen besser als bisher sichtbar gemacht werden. Das Langzeit-Monitoring soll Hinweise auf den gesellschaftlichen Wandel geben und den Behörden frühzeitig aufzeigen, wo bei den jungen Stimmbürgern der Schuh drückt.

## Statistische Erhebung des Bundes
Die ch-x waren stets dem Eidgenössischen Militärdepartement zugehörig weil sie sich für die Erhebungen zu über 90 % auf die aushebungspflichtigen jungen Männer stützt. Die Anbindung an die Armee ist die unabdingbare Voraussetzung für die organisatorische Koordination der Erhebungen. Versuche zu einem Departementswechsel wurden letztmals 2004 geprüft und verworfen. Das VBS ist letztlich das Departement des Bundes für die Jugend, eine Tatsache, die mit der Aufrechterhaltung eines eigenen Jugendmonitoring unterstrichen wird.
Die ch-x sind dem „Gesetz über die statistischen Erhebungen des Bundes“ unterstellt, ein Vertreter des Bundesamtes für Statistik (BFS) hat als vom Bundesrat gewähltes Mitglied Einsitz in der Kommission ch-x und im Wissenschaftlichen Beirat. Das BFS hat somit eine mittelbare Kontrolle über die Qualität und die Methode der Erhebungen. Zugleich wird dadurch sichergestellt, dass die ch-x nicht Erhebungen des BFS parallelisieren. Die ch-x werden auch nicht konkurrenzierend zu den PISA-Erhebungen eingesetzt, sondern ergänzend in solchen Bereichen, die für das Bildungssystem der Schweiz spezifisch sind und daher nicht über internationale Erhebungen abgedeckt werden können. Die ch-x decken nationale, nicht internationale Interessen ab.
Die Institution ch-x wird von den schweizerischen Bildungs- und Sozialwissenschaften aktiv genutzt. So hat Helmut Fend, Pädagoge und Jugendforscher an den Universitäten Konstanz und Zürich, in einem Grundlagenpapier zur Jugendforschung in der Schweiz festgestellt, dass, wenn es die Pädagogischen Rekrutenbefragungen bzw. die ch-x in ihrer einzigartigen Konstruktion nicht gäbe, müsste man sie erschaffen. In den meisten europäischen Staaten werden Jugendmonitoring-Systeme aufgebaut (z. B. Deutschland: Shell-Jugendstudie), weil aktuelle Daten über die Jugend im Schwellenalter gesellschaftspolitisch von steigender Bedeutung sind.